# Megistapophysis mordax
Megistapophysis mordax är en tvåvingeart som beskrevs av Dick och Wenzel 2006. Megistapophysis mordax ingår i släktet Megistapophysis och familjen lusflugor.
Artens utbredningsområde är Costa Rica. Inga underarter finns listade i Catalogue of Life.